# Rio Fundul Pârâului
O Rio Fundul Pârâului é um rio da Romênia, afluente do Rio Negru, localizado no distrito de Covasna.